# 鍾清
鍾清（1419年—1485年），字景清，浙江溫州府瑞安縣人，民籍，明朝政治人物。進士出身。

## 生平
景泰元年（1450年）浙江鄉試第五十九名。景泰二年（1451年）辛未科會試第二十三名，殿試登進士第三甲第七十五名。初授庶吉士，转吏部稽司主事，升任员外郎、郎中，成化四年（1468年）正月升福建左參政，十一年正月升福建右布政使。成化十四年（1478）正月考察致仕，辞官归乡。

## 家族
曾祖鍾仕貴。祖父鍾應時。父鍾玉和。